# Marian Zyndram-Kościałkowski
Marian Zyndram-Kościałkowski, ps. „Jerzy Orwid”, „M. Rogiński” (ur. 16 marca 1892 w Ponedelach, zm. 12 kwietnia 1946 w Brookwood, w Wielkiej Brytanii) – polski działacz niepodległościowy i polityk z dwudziestolecia międzywojennego, związany z obozem piłsudczykowskim, premier, podpułkownik piechoty Wojska Polskiego, kawaler Orderu Virtuti Militari.
W młodości członek Związku Walki Czynnej i Polskiej Organizacji Wojskowej, żołnierz Legionów Polskich, polityk PSL „Wyzwolenie”, Partii Pracy, Zjednoczenia Pracy Wsi i Miast oraz BBWR, poseł w latach 1922–1939, wojewoda białostocki (1930–1934), komisaryczny prezydent Warszawy (od marca do lipca 1934), minister spraw wewnętrznych (1934–1935), premier Polski od 13 października 1935 do 15 maja 1936, minister pracy i opieki społecznej (1936–1939), wolnomularz.

## Młodość
Marian Zyndram-Kościałkowski urodził się w majątku Ponedel na północnej Kowieńszczyźnie. Pochodził z rodziny szlacheckiej, pieczętującej się herbem Syrokomla, był synem Karola i Marii z Budrewiczów. Od 1903 uczęszczał do szkoły średniej w Sankt Petersburgu (z wykładowym językiem niemieckim). Ukończył ją w 1910. Tam też kontynuował naukę, studiując w Instytucie Psycho-Neurologicznym przez 4 semestry. Był również studentem na Wydziale Rolnictwa politechniki ryskiej, a później także w Instytucie Gospodarstwa Wiejskiego i Leśnictwa w Warszawie.

## Działalność niepodległościowa
Już podczas studiów rozpoczął działalność niepodległościową – w 1911 był jednym ze współzałożycieli (wraz z m.in. Walerym Sławkiem) struktur Związku Walki Czynnej w północno-zachodnich guberniach Imperium Rosyjskiego. Rok później został komendantem nadbałtyckiego okręgu ZWC. W 1914, po wybuchu I wojny światowej pojechał do Królestwa Kongresowego, gdzie chciał wstąpić do Legionów Polskich. Otrzymał jednak rozkaz pozostania w Warszawie. Od 1915 w Polskiej Organizacji Wojskowej, dowodził oddziałami lotnymi (dywersyjnymi) POW. Używał wówczas pseudonimu Jerzy Orwid. 7 lutego 1915 awansowany przez Piłsudskiego do stopnia podporucznika. Został wówczas komendantem warszawskiego oddziału lotnego POW, a od 23 lipca 1915 kierował całością oddziałów lotnych pod okupacją rosyjską. W tym samym roku poślubił Annę Krysińską.
Był pracownikiem Biura Komisji Wojskowej Tymczasowej Rady Stanu.
Tuż przed odzyskaniem niepodległości prowadził aktywną działalność społeczną. Był m.in. założycielem i szefem Towarzystwa Przyjaciół Żołnierza i Towarzystwa Opieki nad Inwalidami. Był także członkiem zarządu Stronnictwa Niezawisłości Narodowej.
Gdy w sierpniu 1915 armia niemiecka zajęła Warszawę, Kościałkowski udał się na front, będąc dowódcą plutonu warszawskiego I Brygady Legionów. Piłsudski rozkazał mu jednak wrócić i podjąć ponownie działalność w POW jako komendant okręgu warszawskiego. Potem zajmował stanowisko adiutanta i inspektora Komendy Naczelnej Polskiej Organizacji Wojskowej. Ściśle współpracował z Piłsudskim, będąc w Komisji Wojskowej Tymczasowej Rady Stanu. Gdy w listopadzie 1918 rozpoczęło się rozbrajanie żołnierzy niemieckich w Warszawie, Kościałkowski kierował tą akcją jako szef wydziału działań czynnych Komendy Naczelnej POW oraz komendant oddziałów lotnych.

## Służba w Wojsku Polskim
Od 1918 roku pełnił służbę w Wojsku Polskim. 2 grudnia 1918 został awansowany na stopień porucznika, a 1 grudnia 1919 – na kapitana, a potem na majora. W następnym roku służył jako zastępca szefa Biura Wywiadowczego Sztabu Głównego Wojska Polskiego. Utrzymywał wówczas kontakty z POW w okręgu suwalskim (organizacja próbowała m.in. wzniecić antylitewskie powstanie w Sejnach) i był zaangażowany w zajęcie Wilna w kwietniu 1919. Był wówczas szefem sekcji wywiadowczej Kwatery Głównej Naczelnego Wodza. Wydawał tam kilka periodyków, m.in. Nasz Kraj. Na rozkaz Piłsudskiego organizował na tyłach armii bolszewickiej akcje dywersyjne. Powołał do życia Związek Obrony Ojczyzny. 1 sierpnia 1920 został komendantem głównym tej organizacji.
We wrześniu 1920 r. objął dowództwo grupy Bieniakonie, która wchodziła w skład Dywizji Ochotniczej. Na jej czele wziął udział w „buncie” Żeligowskiego, zakończonym zajęciem Wilna i utworzeniem Litwy Środkowej. Następnie został szefem Oddziału II Sztabu Wojska Litwy Środkowej, w którym służył do roku 1922.
Na początku roku 1921 ukończył w Warszawie kurs dla wyższych dowódców. Nieco później otrzymał urlop z wojska dla dokończenia studiów rolniczych w Szkole Głównej Gospodarstwa Wiejskiego. 3 maja 1922 został zweryfikowany w stopniu majora ze starszeństwem od 1 czerwca 1919 i 429. lokatą w korpusie oficerów piechoty. Z dniem 28 listopada 1922 został przeniesiony w stan nieczynny „na przeciąg trwania kadencji sejmowej”. Z dniem 30 listopada 1927 został przeniesiony w stan nieczynny na sześć miesięcy z równoczesnym przeniesieniem do kadry oficerów piechoty. Z dniem 26 marca 1928 został przeniesiony w stan nieczynny „na przeciąg trwania kadencji sejmowej”. Z dniem 10 lipca 1930 został powołany ze stanu nieczynnego z równoczesnym oddaniem do dyspozycji szefa Departamentu Piechoty Ministerstwa Spraw Wojskowych. Czas przebyty w stanie nieczynnym od 28 listopada 1922 do 30 listopada 1927 i od 26 marca 1928 do 10 lipca 1930 został mu zaliczony do służby wojskowej. 14 grudnia 1931 został mianowany na stopień podpułkownika ze starszeństwem z 1 stycznia 1932 i 1. lokatą w korpusie oficerów piechoty. Z dniem 31 stycznia 1932 został przeniesiony do rezerwy z równoczesnym przeniesieniem w rezerwie do 85 pułku piechoty w Nowej Wilejce.
Janusz Jędrzejewicz charakteryzował Kościałkowskiego w następujący sposób: 

Był to wesoły, uczynny, o żywym temperamencie i dużej fantazji człowiek, w gruncie rzeczy dobry i koleżeński, miły kompan o nieskomplikowanej, ziemiańskiej duszy, skądinąd ze słabym bagażem intelektualnym i zupełnie niepogłębionym światopoglądzie, ale z ogromną ambicją osobistą, żądzą władzy, chęcią rozkazywania i prowodyrstwa. Działacz raczej typu sejmikowego, poszukujący i zawsze umiejący znaleźć oddanych sobie szaraczków, gotowych do wykonywania jego rozkazów, pełen inicjatywy i życia, odważny i zuchwały, pewny siebie zawsze niczym nie zamąconą zarozumiałością, myślący mało, ale działający szybko i sprawnie. (...) podkreślał zawsze swój lewicowy charakter, choć ta lewicowość była bardzo problematyczna, w gruncie rzeczy był bowiem typowym przedstawicielem kresowego obszarnika.

## Działalność polityczna

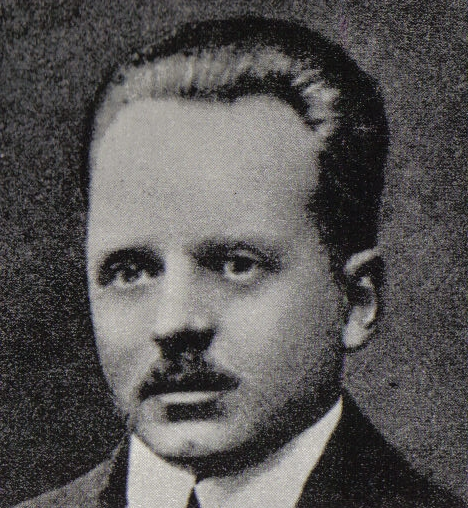
Marian Zyndram-Kościałkowski

W 1922, na polecenie Piłsudskiego, wstąpił do PSL „Wyzwolenie”. Wkrótce został wiceprezesem tego ugrupowania (pełnił tę funkcję do 1925). W tym czasie uzyskał mandat parlamentarny i został posłem na Sejm z ziemi wileńskiej. Był członkiem parlamentu nieprzerwanie do 1939.
Od początku lat 20. XX wieku był członkiem loży masońskiej „Tomasz Zan”.
W kwietniu 1925 był jednym z współzałożycieli Klubu Pracy (jego najbliższymi ówczesnymi współpracownikami byli Kazimierz Bartel, Jerzy Barański, Eugeniusz Śmiarowski i Bolesław Wysłouch). Podczas przewrotu majowego nie odegrał większej roli, a także, w przeciwieństwie do wielu aktywnych działaczy piłsudczykowskich, nie objął żadnych funkcji państwowych.
W październiku 1926, podczas zjazdu założycielskiego Partii Pracy (w którą przekształcił się Klub Pracy) został wybrany na stanowisko prezesa dwunastoosobowego Zarządu Głównego. Jako szef ugrupowania opowiadał się za zdecydowanym popieraniem polityki marszałka Piłsudskiego i jego współpracowników. W maju 1927 został członkiem stołecznej Rady Miejskiej, jako główny kandydat rządowy. W tym czasie był wiceprezesem Związku Rezerwistów (), członkiem zarządu Związku Miast Polskich (od 23 października 1927, ponownie wybrany w listopadzie 1936), a także prezesem Klubu Pracy Gospodarczej (do 1930). W Sejmie natomiast był referentem budżetu Ministerstwa Spraw Wojskowych na rok 1927/1928.

W 1928 został ponownie wybrany w skład Sejmu (z okręgu wileńskiego i tzw. listy państwowej), w marcu tego roku został także wiceprezesem nowo utworzonego Bezpartyjnego Bloku Współpracy z Rządem (funkcję tę sprawował do maja 1930). W czerwcu Partia Pracy połączyła się ze Związkiem Naprawy Rzeczypospolitej, tworząc Zjednoczenie Pracy Wsi i Miast. Nowe ugrupowanie weszło w skład BBWR, zachowując jednak swój autonomiczny charakter. Kościałkowski został prezesem Zjednoczenia. Wkrótce jednak popadł w konflikt z byłymi członkami Związku Naprawy Rzeczypospolitej, którzy pragnęli większej samodzielności ugrupowania i uniezależnienia się od władzy kierownictwa BBWR. W grudniu 1929 Kościałkowski ustąpił ze stanowiska prezesa Zjednoczenia. W styczniu 1930 doszło do rozłamu – reaktywowano dawną Partię Pracy. W jej działalności Kościałkowski nie brał już jednak udziału, poświęcając się działalności w aparacie państwowym. 

W ten sposób kończył się kolejny etap jego kariery. Ten dawny konspirator i żołnierz przekształcił się w latach 1922–1930 w polityka. Trudno co prawda dostrzec w nim cechy wytrawnego statysty; był raczej typem parlamentarnego harcownika, obdarzonego temperamentem i talentem dobrego mówcy o nieco demagogicznych skłonnościach. Dzięki temu rzucał się w oczy, należąc do dosyć hałaśliwej grupy posłów, którzy czy to w kuluarach, czy na sali obrad zawsze gotowi byli aktywnie wystąpić w obronie polityki Komendanta. W 1922 roku pojedynkował się nawet z tego powodu z bożyszczem i legendą prawicy, gen. Józefem Hallerem.

### Wojewoda białostocki i komisaryczny prezydent Warszawy

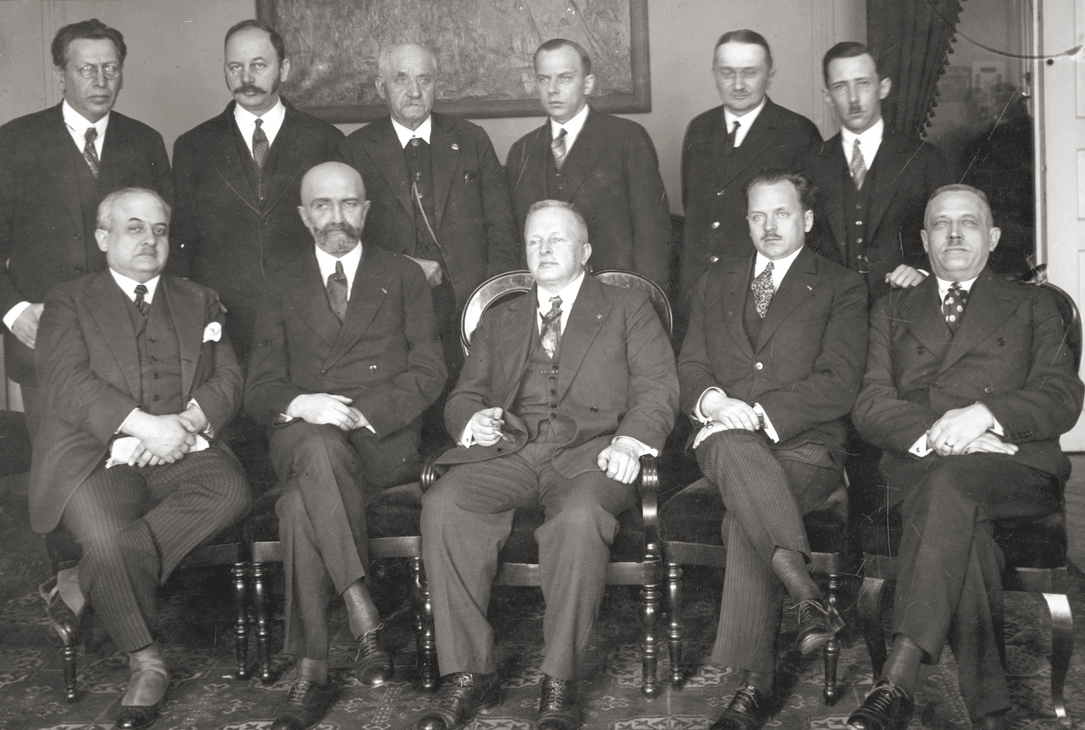
Prezydium BBWR z wizytą u marszałka Senatu Juliana Szymańskiego w 1929 Kościałkowski siedzi drugi od prawej

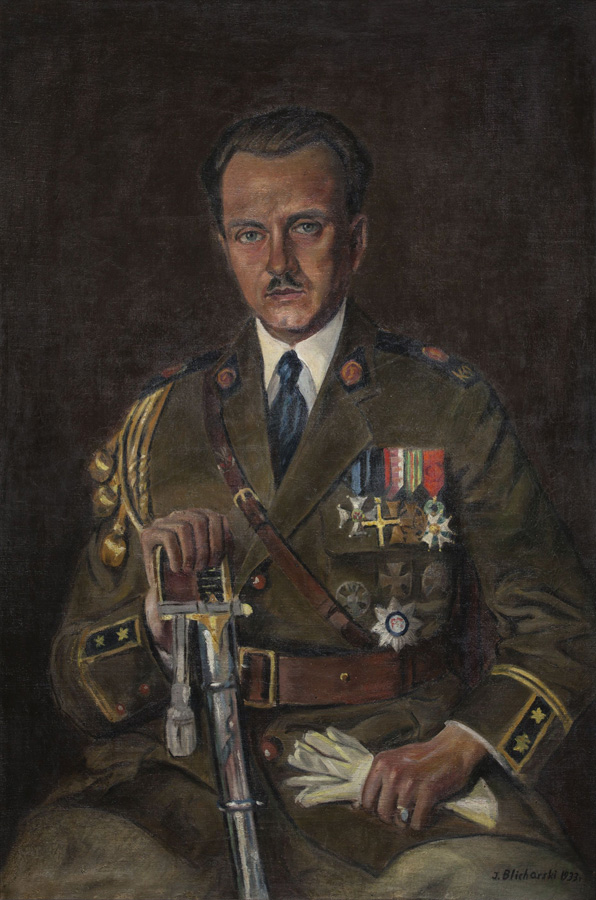
Portret Mariana Zyndrama-Kościałkowskiego z 1933 pędzla Józefa Blicharskiego

Od 10 lipca 1930 do końca lutego 1934 piastował stanowisko wojewody białostockiego. W tym czasie usprawniał administrację, zwiększył nadzór nad urzędnikami, stawiał na rozbudowę kanalizacji i sieci ulic w Białymstoku. Założył również Wojewódzki Komitet do Spraw Bezrobocia, jak również miał swój udział w utworzeniu Białostockiej Izby Rolniczej i zapewnieniu udziału przedsiębiorców białostockich w II Targach Wileńskich. Był również jednym ze współzałożycieli Białostockiego Klubu Sportowego Jagiellonia (którego był honorowym prezesem). W uznaniu zasług dla miasta, Kościałkowski został drugim (po Józefie Piłsudskim) honorowym obywatelem Białegostoku. Tytuł ten został mu uroczyście nadany 4 września 1935. Tego samego dnia w Białymstoku otwarto bulwary im. wojewody Mariana Zyndrama Kościałkowskiego.
W listopadzie 1930 po raz kolejny wszedł w skład Sejmu (zajmował 17. miejsce na liście państwowej BBWR).
Przez kilka miesięcy (od 2 marca do 1 lipca) w 1934 Kościałkowski sprawował stanowisko komisarycznego prezydenta Warszawy. Trafił na to stanowisko, ponieważ rząd rozwiązał wówczas Radę i Zarząd Miejski Warszawy. Było to efektem walki politycznej z siłami opozycyjnymi. Z tego też względu Kościałkowski podczas pełnienia funkcji komisarycznego prezydenta, skupił się na usuwaniu ze stanowisk urzędniczych osób o nastawieniu opozycyjnym do rządu. Oprócz tego działał także w sferze gospodarczej stolicy. Udało mu się jednak także zrównoważyć budżet Warszawy, zmniejszył zadłużenie miasta, wpłynął także na obniżkę cen gazu i biletów tramwajowych.
Korzystając ze wsparcia rządu, Kościałkowski starał się uregulować zaległe pobory pracowników i emerytów, a także wprowadzić szeroko zakrojone oszczędności budżetowe. Rozpoczął również tzw. akcję konwersyjną, która miała zmniejszyć zadłużenie miasta. Na przedsięwzięcie to składała się: redukcja etatów urzędniczych oraz emerytur, dążenie do odmłodzenia aparatu administracyjnego, a także renegocjacje umów z dostawcami dla miasta.

Jak pisze Marian Marek Drozdowski, Kościałkowski 

Zreorganizował Wydział Opieki Społecznej, przejął na własność miasta Lasek Bielański, przygotował program reformy przedsiębiorstw miejskich i aktywizacji inwestycji miejskich. Starał się o większe uspołecznienie personelu Zarządu Miejskiego oraz podległych mu agend.

### Minister spraw wewnętrznych
28 czerwca 1934, po zamordowaniu Bronisława Pierackiego przez ukraińskich nacjonalistów, objął resort spraw wewnętrznych (przedtem przez pewien czas ministerstwem kierował sam premier, Leon Kozłowski, który wykorzystał ten czas do realizacji postanowień prezydenckiego rozporządzenia o powołaniu obozu w Berezie Kartuskiej).
Pomimo okoliczności nominacji Kościałkowskiego (kojarzonego z umiarkowanym skrzydłem sanacji), została ona odebrana przez opinię publiczną jako początek liberalizacji systemu. Nowy minister postanowił usprawnić administrację lokalną (w tym celu odbył kilkanaście podróży służbowych po kraju), jak również dojść do porozumienia z umiarkowanymi grupami polityków ukraińskich. Rozpoczęto nieformalne rozmowy z przedstawicielami Ukraińskiego Zjednoczenia Narodowo-Demokratycznego (UNDO), którzy zdali sobie sprawę z nieskuteczności prowadzonej dotychczas walki z władzami polskimi. Początki nie były łatwe – Kościałkowski m.in. wygłosił w lutym 1935 w Sejmie przemówienie, które Ukraińcy uznali za obraźliwe. Jednak ugodę udało się ostatecznie zawrzeć w lecie tego roku, czego efektem był udział UNDO we wrześniowych wyborach parlamentarnych (polskie partie opozycyjne ogłosiły ich bojkot).
Był członkiem honorowym Związku Przyjaciół Litwy w Warszawie.

### Premier

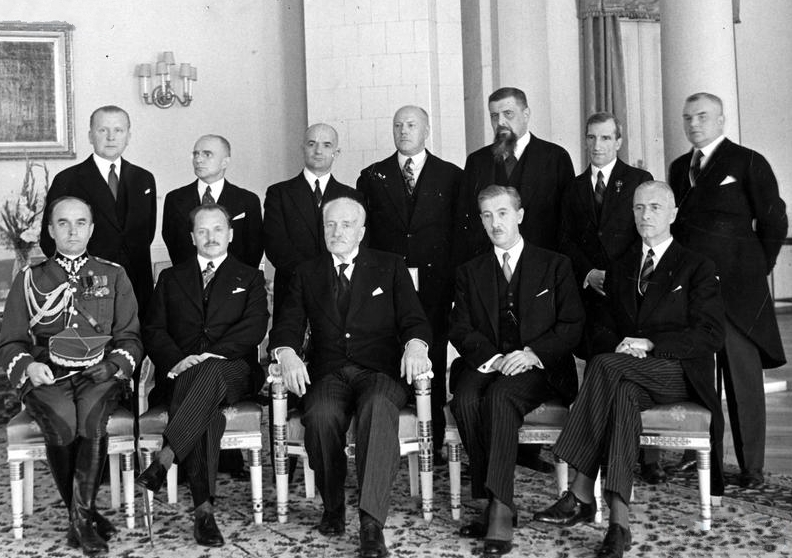
Rząd Kościałkowskiego tuż po zaprzysiężeniu. Premier siedzi drugi od lewej

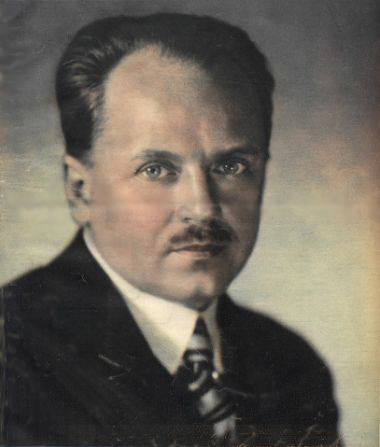
Marian Zyndram-Kościałkowski

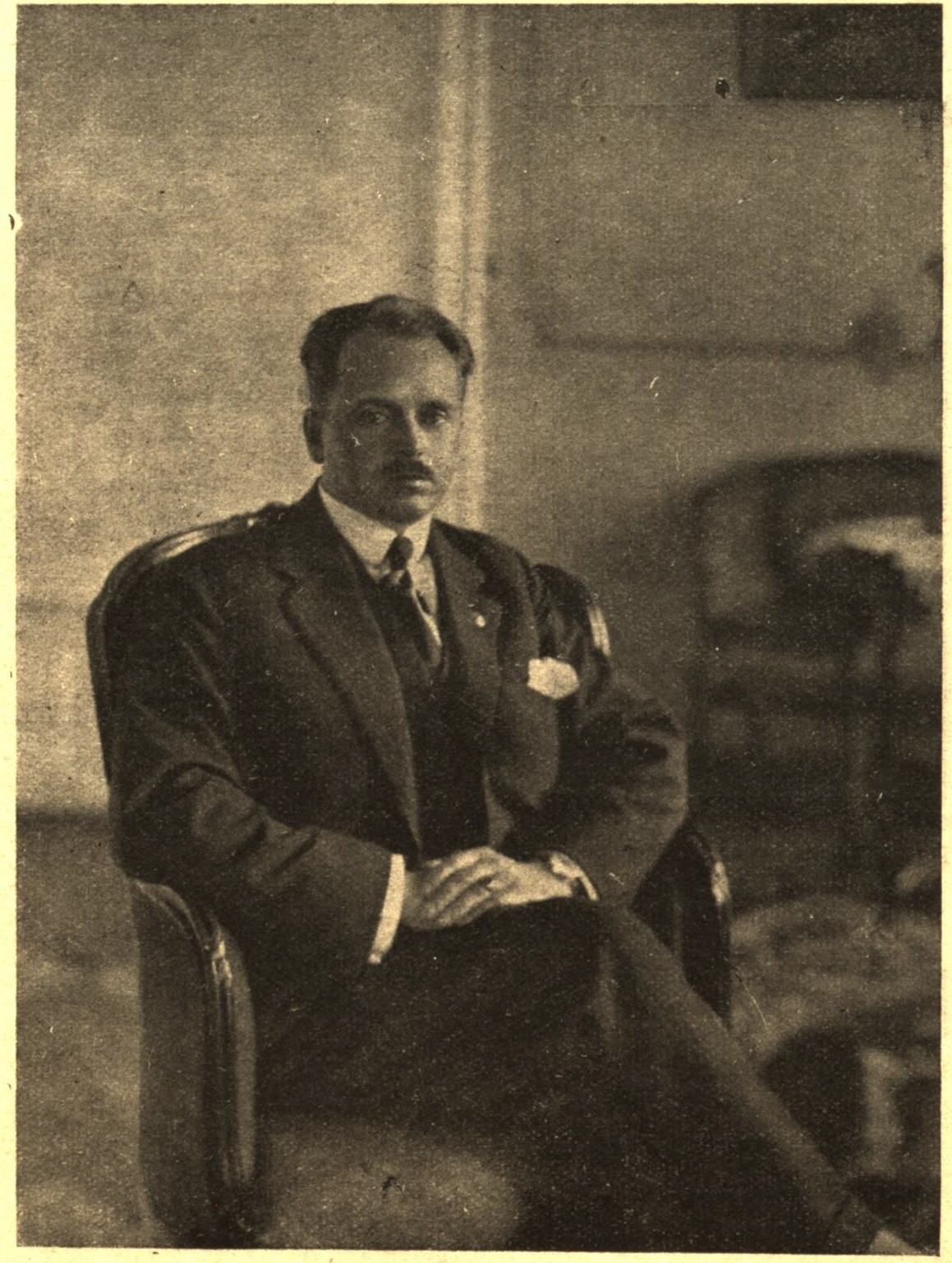
Marian Zyndram-Kościałkowski jako wojewoda białostocki w 1931 roku

Po śmierci Józefa Piłsudskiego, rozpoczął się proces dekompozycji obozu sanacyjnego. Kościałkowski znalazł się w grupie polityków skupionych wokół prezydenta Ignacego Mościckiego, pozostającej w opozycji wobec zwolenników marszałka Edwarda Śmigłego-Rydza. W sierpniu 1935 Mościcki zawarł porozumienie z Eugeniuszem Kwiatkowskim. Ustalono konieczność zmiany rządu Walerego Sławka. Kwiatkowski zgodził się wejść do nowego gabinetu (jako wicepremier odpowiedzialny za sprawy gospodarcze i minister skarbu). Kościałkowski został desygnowany na stanowisko szefa rządu (przedtem misji utworzenia gabinetu nie przyjęli Kazimierz Świtalski i Walery Sławek). 

Kościałkowski od wielu lat uchodził za zwolennika Piłsudskiego, ale nigdy nie był mu szczególnie bliski i nie należał do kręgu rządzącego. Nieoczekiwana oferta Mościckiego bardzo mu pochlebiła; nie miał nic przeciw włączeniu do gabinetu Kwiatkowskiego i daniu mu carte blanche .

13 października 1935 Marian Zyndram Kościałkowski odebrał z rąk Mościckiego nominację na stanowisko premiera. Rząd ten odsunął od władzy tzw. grupę pułkowników – byłych współpracowników Piłsudskiego, wywodzących się z wojska: 

Powstanie rządu Kościałkowskiego potraktowane zostało przez opinię publiczną jako coś w rodzaju bezkrwawego zamachu stanu. Przetasowania personalne nie miały co prawda rewolucyjnego charakteru (wymieniono 36% składu poprzedniej Rady Ministrów), natomiast sposób utworzenia gabinetu oznaczał odsunięcie od decydowania członków rządzącej od 1930 ekipy politycznej.

 Kościałkowski próbował pomimo tego wciągnąć do współpracy m.in. Walerego Sławka, ale bez powodzenia.
Rząd Kościałkowskiego musiał zmierzyć się przede wszystkim z trudnościami natury gospodarczej. Z tego względu pierwszoplanową rolę odgrywał w nim Kwiatkowski. Na samym początku urzędowania przygotowano projekt ustawy przyznającej prezydentowi prawo wydawania dekretów w sprawach gospodarczych i finansowych w okresie do 15 stycznia 1936. Uchwaleniu tego aktu prawnego sprzeciwili się „pułkownicy”, m.in. grupa parlamentarzystów z Leonem Kozłowskim na czele planowała postawienie wniosku o wotum nieufności dla rządu, a marszałek Sejmu Kazimierz Świtalski stwierdził, iż jest on niezgodny z konstytucją kwietniową (ostatecznie zagłosował on jednak za przyjęciem projektu). Został on uchwalony 17 października 1935, a 14 listopada Mościcki podpisał pierwsze 5 dekretów (w sumie było ich ponad 20). W sferze gospodarczej rząd opowiadał się przede wszystkim za koniecznością utrzymywania równowagi budżetowej i stymulowaniem ożywienia gospodarczego. Pragnąc osiągnąć ten pierwszy cel, postulował przede wszystkim podwyższenie podatków, sfinansowanie części inwestycji przy pomocy operacji kredytowych i wprowadzenie dużych oszczędności budżetowych oraz utrzymywanie kursu złotego na stałym poziomie. Na początku 1936 taka polityka doprowadziła do zmniejszenia deficytu budżetowego, ale także do osłabienia tempa produkcji i spadku obrotów handlowych, odpływu złota oraz obcych walut z polskich banków. W kwietniu wprowadzono kontrolę obrotu pieniężnego z zagranicą, a także obrotu zagranicznego i krajowego dewizami.

Kościałkowski deklarował chęć rozszerzenia współpracy na linii rząd – społeczeństwo. Mówił m.in.: 

Nieustannym moim wysiłkiem będzie budować stosunek zaufania i bliskości rządzonych do rządzących (...). Wszystko co temu stanie na przeszkodzie i wszystko to, co jako przeszkoda wypływać może z niewłaściwego stosunku administracji do ludności (...) będzie bezwzględnie tępione.

 Rząd nie podjął jednak w tym kierunku zdecydowanych działań – pracował praktycznie niezależnie od parlamentu, a pomimo uchwalenia w grudniu 1935 amnestii, nie zdecydował się na likwidację obozu w Berezie Kartuskiej.

Wiosną 1936 środowiska socjalistyczne i komunistyczne rozpoczęły szereg akcji przeciwko rządowi Kościałkowskiego. PPS i KPP urządzały strajki i protesty – m.in. w Warszawie i Łodzi. W dniach 20 marca – 25 marca w Krakowie, w zakładach Semperit, doszło do strajku okupacyjnego fabryki, stłumionego krwawo przez policję. Byli zabici i ranni. Podobne zajścia miały miejsce w Częstochowie (jedna ofiara) i Lwowie (9 osób zabitych, 200 rannych). Niepokoje społeczne miały wpływ na zachwianie pozycji Kościałkowskiego jako premiera i całego gabinetu, który nie potrafił opanować sytuacji. 

Obejmując urząd premier Kościałkowski dawał do zrozumienia, że zmieni dotychczasowe metody rządzenia, rzucał hasła współpracy ze społeczeństwem. Wypowiedzi te wytworzyły nastrój oczekiwania na posunięcia, które nigdy nie nastąpiły. Przeciwnie, pod niektórymi względami rząd nadal stosował stare metody (nie ustały np. częste konfiskaty opozycyjnej prasy).

 Ponadto, gabinet nie miał odpowiedniego oparcia nawet we własnym obozie. Z tego względu próbował prowadzić potajemne negocjacje z PPS. Miało to miejsce między grudniem 1935 a lutym 1936, jednak późniejsze krwawe zamieszki przerwały te rozmowy.
18 kwietnia 1936 w Warszawie miał miejsce zjazd Federacji Związków Obrońców Ojczyzny, w którym wzięło udział wielu polityków związanych ze Związkiem Naprawy Rzeczypospolitej. Z tą grupą kojarzeni byli także Kościałkowski i Kwiatkowski. Grupa skupiona wokół Śmigłego-Rydza odniosła wrażenie, że „lewica” sanacyjna przechodzi do ofensywy politycznej. Rozpoczęła więc kontratak – Gazeta Polska zamieściła artykuł Bogusława Miedzińskiego, ostro krytykujący rząd Kościałkowskiego. Premier w porozumieniu z Kwiatkowskim zarządził konfiskatę wydania czasopisma, odwołał Świtalskiego z funkcji wojewody krakowskiego, a Ignacego Matuszewskiego ze stanowiska prezesa Komisji Oszczędnościowo-Oddłużeniowej dla Samorządów. 27 kwietnia z funkcji prezesa Banku Polskiego ustąpił Adam Koc, co było reakcją na zarządzoną przez rząd kontrolę obrotu dewizami. Kontratak ze strony Rydza został załagodzony, istota rzeczy tkwiła jednak w układzie grudniowym co do losów Kościałkowskiego. Przedłużono okres jego rządów o kilka tygodni, by nie akceptować pozorów, iż to „Gazeta Polska” obala premierów. Pomimo tych działań, prezydent Mościcki doszedł do wniosku, że konieczna jest rekonstrukcja gabinetu. 15 maja 1936 nastąpiła oficjalna dymisja rządu Kościałkowskiego, którego zastąpił jeszcze tego samego dnia Felicjan Sławoj Składkowski.

### Minister pracy i opieki społecznej
Po zdymisjonowaniu go z funkcji szefa rządu, Kościałkowski zgodził się objąć stanowisko ministra pracy i opieki społecznej w gabinecie Felicjana Sławoja-Składkowskiego. Objął także funkcję przewodniczącego Naczelnego Wydziału Ogólnopolskiego Obywatelskiego Komitetu Zimowej Pomocy Bezrobotnym. W 1938 został wybrany do Sejmu z okręgu wileńskiego. Funkcję ministerialną pełnił do 30 września 1939.

## Emigracja i śmierć
Po przegranej kampanii wrześniowej znalazł się w Rumunii, później przebywał na emigracji we Francji, a od 1940 w Wielkiej Brytanii. Był internowany w obozie stworzonym dla przeciwników politycznych Władysława Sikorskiego na wyspie Bute.
W trakcie prac tzw. komisji Bohdana Winiarskiego, utworzonej przez emigracyjny rząd Władysława Sikorskiego w maju 1940 w celu zbadania poczynań władz sanacyjnych i przyczyn klęski w kampanii wrześniowej, został oskarżony o szereg nadużyć związanych ze sprawowaniem przez niego funkcji premiera (m.in. tolerowanie istnienia obozu w Berezie Kartuskiej) i ministra opieki społecznej (m.in. niezgodne z celem wydatkowanie funduszy publicznych). Był również obarczany winą za śmierć robotników podczas zamieszek, które wybuchły podczas strajku w fabryce wyrobów włókienniczych Cytrona w Supraślu w 1933.

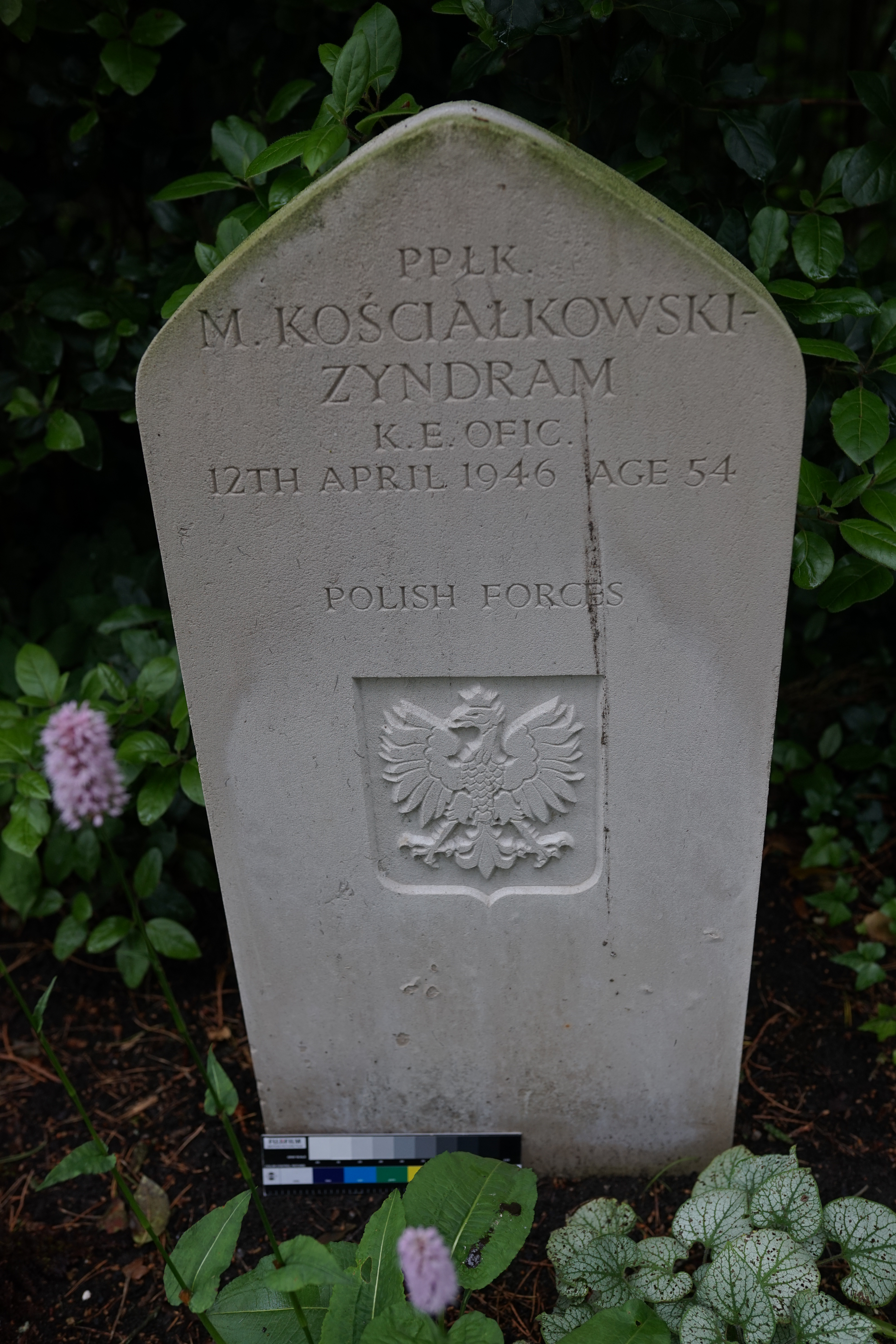
Grób Mariana Zyndram - Kościałkowskiego

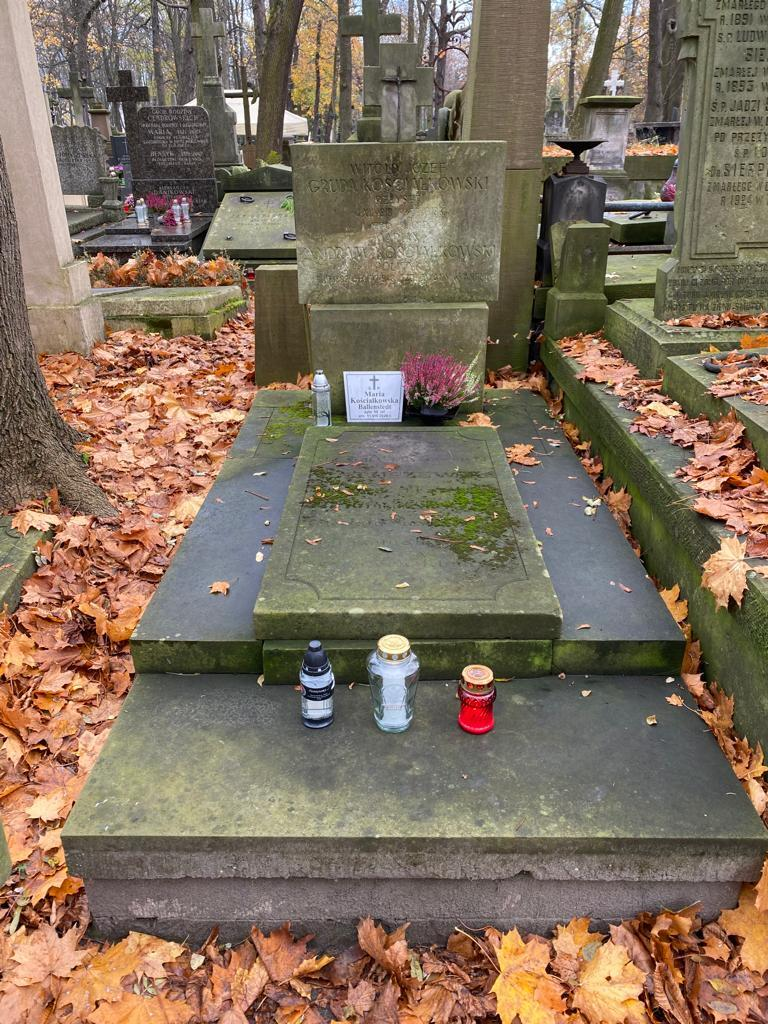
Symboliczny grób Mariana Zyndram-Kościałkowskiego na Cmentarzu Powązkowskim w Warszawie

Zmarł 12 kwietnia 1946 roku w Brookwood w Surrey pod Londynem i został pochowany na tamtejszym cmentarzu cywilnym, Brookwood Cemetery (Plot 27 Row F Grave 6). Jego symboliczny grób znajduje się na cmentarzu Powązkowskim w Warszawie (kwatera 32-4-18).

## Rodzina
W 1915 Kościałkowski poślubił bojowniczkę POW, malarkę i pedagoga – Annę Krysińską (1888-1964). Miał z nią:
- Jerzego (1916–1917),
- Witolda (1918–1981), który po II wojnie został znanym reżyserem teatralnym, funkcjonując pod okupacyjnym pseudonimem Józef Gruda[41] (jego ojcem chrzestnym był Józef Piłsudski[42][43]),
- Marię (ur. 1922-2020), która została aktorką.

Kościałkowski rozwiódł się z Anną, która zamieszkała z dziećmi na Żoliborzu. Po wybuchu II wojny światowej i przybyciu na wyspę Bute, Kościałkowski związał się z przyjaciółką, aktorką Marią Balcerkiewiczówną, z którą potem zawarł związek małżeński.
Jego dalszymi krewnymi byli bracia Marian i Sergiusz Kościałkowskcy.

## Ordery i odznaczenia
- Krzyż Srebrny Orderu Virtuti Militari nr 4941 – 1921[46][47]
- Krzyż Komandorski Orderu Odrodzenia Polski – 9 listopada 1931 „za zasługi na polu społeczno-narodowem i administracji państwowej”[48][47]
- Krzyż Niepodległości z Mieczami – 20 stycznia 1931 „za pracę w dziele odzyskania niepodległości”[49]
- Krzyż Walecznych czterokrotnie[50] (po raz 1[51], po raz drugi[52])
- Złoty Krzyż Zasługi – 13 maja 1933 „za zasługi na polu obrony powietrznej i przeciwgazowej”[53][47]
- Krzyż Zasługi Wojsk Litwy Środkowej – 3 marca 1926[54][47]
- Medal Pamiątkowy za Wojnę 1918–1921[47]
- Medal Dziesięciolecia Odzyskanej Niepodległości[47]
- Złota Odznaka Honorowa Ligi Obrony Powietrznej i Przeciwgazowej I stopnia[55]
- Krzyż Wielki Orderu Leopolda II (Belgia)[47][56]
- Order Zasługi I klasy (Węgry)[47]
- Order Krzyża Orła I klasy (Estonia, 1931)[47][57]
- Krzyż Oficerski Orderu Legii Honorowej[47][56]